# ابن زكري التلمساني
أحمد بن محمد بن زكري التلمساني أبو العباس ويلقب يعرف بـ«شيخ الإسلام» وبـ«الحافظ»، عالم كبير من علماء تلمسان ومدرسيها المشهورين.

## شيوخه
أخذ ابن زكري عن جملة من الشيوخ والأئمة الأعلام الذين كان لهم دور كبير في نشأته العلمية منهم:
الإمام محمد بن أحمد ابن مرزوق الحفيد، وعبد الرحمان الثعالبي، وسيدي إبراهيم التازي، وأبو الفضل العقباني التلمساني، محمد بن العباس، ابن زاغو التلمساني.

## تلامذته
الشيخ أحمد زروق، وأبو العباس أحمد بن يحيى الونشريسي، وابن الحاج الورنيدي.

## تآليفه
- معلم الطلاب بما للأحاديث من الألقاب في مصطلح الحديث.
- المنظومة الكبرى في علم الكلام الموسومة محصل المقاصد مما به تعتبر العقائد.
- بغية الطالب شرح عقيدة ابن الحاجب.
- غاية المرام شرح مقدمة الإمام شرح ورقات إمام الحرمين في أصول الفقه.
- مسائل القضاء والفتيا.
- أجوبة وفتاوى مختلفة.

## يبتدأ في المنظومة الكبرى ب
يقولُ عبدُ الإله أحمد******  هو ابن زكري الله رَبِّي أحمَْدُ

و اللهَ أشكرُ الذي قد ٱفهما****** علمَ ٱصولِ الدِّين مع ما ألهما

فالحمدُ والشكرُ لواجب الوجودِ****** لذاته على الذي به يجودُ

من أشرف العلوم والعوارف******  و ما به الوصول للمعارف

من اليقينيات لليقينِ ******في مطلبِ التوحيد أصلُ الدّين

عليه اجتمعت الشرايع ****** و ذاك مبناها وأصل شايع

يُعلمُ غالبًا بالاستدلال ****** للذّاتِ والصِّفات والأفعالِ

و قد يكون ذلك بالإلهام ****** و محضُ فَضْلِ الله والِإنْعَامِ

منه التَعرّف وشرح الصّدْرِ ****** والإجتِبا والإهتِدا للأمرِ

أعطى الإلهُ فيه للخليلِ ******   حجّتَه واحتجَّ بالدّليلِ 

فحجََ قومَهُ ِبتِلك الحُجّة ******  أوضحَ باحتِجَاجِه المحَجّة

لِغَيْرِه وهو بِرُوحٍ أُيِّدا****** بالرُشْدِ واصطفائِه قد رَشَدا

فأرشَدَ العَاقِل للكمالِ ******  في نَوعِهِ واكْمَلِ الأحوالِ

كماله بالقوّة العلمية ******   والعملية من الشرعية

من عقْلِهِ تعَقُّل المعقُولات ****** التي منها يُعْلَمُ المجهولات

وعلَّمُهُ منْ اعظَمِ المعلومات ******  من الإلهيات والنبوآت

يَحْصُلُ من دلائلِ الأفاقِ ******  وأنْفُسٍ معرفَةِ الخلّاق

بهاو بالطّاعات في المطالِبِ ****** يكْمُلُ في الأحوالِ حالُ الطّالبِ 

لِمُبْتغي الحقَ الدّليلَ قد نُصِبْ ****** لا اللذي يشْهَدُهُ كما يجِبْ

للعارفِ الشهودُ أوصافَ المجيدْ****** كفى به على الخلائقِ شهيدْ

لا يستَوي الذي قد استَّدلّ به ****** و من عليه يَسْتَدِلُّ فانتَبِه

قد لاح الإِستدلالُ بالمؤثِّر ****** أتَمََّ من ثُبُوتِه بالأثَر

فالأكملُ العِرفانُ بالمُشاهدة  ****** من السَّبيلِ صحَّةُ المُجاهدة

حصولُه من الوجوهِ المُدرَجة ****** في نهجِ إبراهيم رفعُ الدَّرجة

وجّه وجهه لفاطِرِ السَّما ******به لنفسِه استدلَّ فاعلما

فاعلمَ التوحيدَ بالإِرشادِ ****** إلى الطريقين بالاستنادِ 

و كلُّ من يَرْغَبُ عن ملّته ****** فهو سفيه النّفسِ في رغبَتِه

منهاجُه قد اقتضاه ****** الذِّكْرُ أجلُّ ما يجُلُ فيه الفِكْرُ

في الخَبَرْ الإيمانُ بالإله ******  أفضل كلِّ عَمَلْ للّه

وذاك ملزومٌ لكلِّ ما طُلب ****** تصديقُه به وما منه اكتَسَبْ

حقيقةُ الإسلام والإيمان ****** فيه تبيَّنت مع الإحسان

بيَّنَها مبيِّنُ المَعالِم ****** و مصطفى الله من العوالِم

الفاتحُ الخاتمُ خيرُالمُرْسَلِين ****** محمَّدٌ حبيبُ ربِّ العَالمين

نعَتَه بأعظمِ الخلايق ****** بعثَه لرَحْمةِ الخلايق

دعى إلى الإيمانِ والإسلامِ ****** كلَّ مكلّفٍ على الدّوام

دعوتُه عمّتْ جميع الثقَلَين ****** بشرعه مؤبّدا بغير مَيْنْ

فجدّ في ارتِفاعٍ أعلامُ الهُدى ****** بِجِّده وجُهدهِ من اهتَدى

فَمَن دعا الخَلْقَ إلى ما جاء به ******  فهو الخليفة من أجلِ مطلَبِه

ما لضياء شمسهِ كُسُوفُ ****** و لا لِنُورِ بدرِه خُسوفُ

نُجومُه ليس لها أُفولْ ******  بُرهانُه للعُقَلا مَقْبُولْ

فَبسناءِ عودِه البوارق ****** أصابت الضلالةَََ الصواعِقُ

فَدُمِغت فزُهِقتْ طَرَفُها ****** و هُزِمتْ فذهَبتْ فِرَقُها

على الذي شَرَعَ شرعًا قائماً ****** خيرُالصلاةِ والسّلامِ دائماً

ثُم الرِّضى عن آله وصحْبِه ****** والتابِعينَ والأولى من حِزْبِه

بنورِهم أشرَقَ وجْهُ الدِّين ****** و لمعَتْ لوامِعُ اليقين

بِقوّة الحقِّ التي تلألأت ****** زال دُجى الباطِلِ نارًا أُطْفِأَتْ

فطلعت طوالِعُ الأنوارِ ****** في الأُفُقِ من مطلعِ الأفكار

بها استنارَ قلبُ كلِّ عاقل ****** وذهبت ظلمةُ جَهْلِ الجاهِلِ

و بعْدُ فالمقصودُ نظم مانتثرْ ****** من جوهرِ التوحيدِ انفَسِ الدّررْ

نُنْظِمُ عِقْدًا منه للعقائدِ  ******  مرصّعًا بأنْفَس الفوائدِ

من علْمِ أصول الدِّينِ والمعقول ****** و مايُرى فيه من المنقول

نختارُ من نفائسِ الفصوص ****** اجودها من جيِّد النصّوص

بالرِّجز المقرِّب البعيد ******  يَسْهلُ الصّعبَ على المُريد

أُودِعه للطالبِ الأُمنية ****** و نُكَتْ المباحث العقلية

اصوغ لها وجيزَ اللّفظ ****** أصونه مُسَّهلا للحفظِ

اسلوبه في النّفع مثل العسَل ****** والدّفع كالبيضِ ورِّق الأسَلِ

يمنحُ من أدِلّة التوحيدِ ****** ما يُرتقى به عن التقليدِ

يحصلُ منه للذّكي تبصِرَة ****** و للمحصِّلِ يكونُ تذكرة

يدعو إلى مذهبِ أهل السّنة ****** يطعَنُ في البِدَع بالأسِنّة

يحظى به المُجيب والنَّجيب ****** يغنى به اللبيب والأريب

لا يمنع العاقلَ من تعلّمه ****** أمرٌ ولا الفاطنَ من تفهُّمه

فليثِقْ الناظر فيه بالأملْ ****** يصل اليه ان سعى أدنى أجَلْ

متعنا الله بِحُسنِ السَّعي ****** وبالقَبُول وبخيْرالرّعي

سمّيته محصِّل المقاصِدْ ****** ممابه تُختَبَرُالعقائد

أرجو به نيل سعادة الأبَد ***** قضى لنا بذلك المولى الصَّمَد

من غير محنة مع الأحبَّة ****** و الأقربا والدَّاع حقَّ الصُّحبَة

نسأله النَّفعَ به عمومًا ****** و السَّاعِ فيه لا يُرى محرومًا

أيَّدنا اللهُ بروحِ القُدْسِ ****** فيما قصدناه وحفظِ النَّفسِ

من خطأ يُقعُ فيه أو خَللٍ ****** حفظنا بفظله من الزَّللِ

أمدَّنا بعونه ورِفده ****** أمتعنَا بصونه ورُشْدِه

أعلمنا معالم التَّحقيق ******  وفَّقنا لأحسن الطَّرِيقِ

بحُرمةِ المختارِ ثم النبيِّينَ ****** و الرُّسُلِ والأملاكِ ثُم المكينين

صلّى وسلَّم عليه وعلى ****** جميعهم ربٌّ حباهم بالحُلى

ينحصِرُ المقصودُ في مقدِّمَه *******  أبوابُها ثلاثة مُحكمَه

قد احتوى كلٌّ على فصولِ ******  تقديمُها ذريعةُ الوُصُولِ

و في ثلاثة من الأقسامِ ****** تضمَّنَت مقاصدَ الكَلاَمِ

و في التصوف يكون خاتمه ******  به النفوس من عيوب سالمه

فترجماتُ مقصَدِ الكتاب ******  سبعٌ هي الشِّفاء للألبابِ

## وفاته
توفي رحمه الله عام 899 هـ.